# International Standard Recording Code
Der International Standard Recording Code (ISRC, ISO 3901) ist eine zwölfstellige digitale Kennung für eine Ton- oder Videoaufnahme, z. B. einen CD-Titel, die beim Premastering einer CD-Audio im Subcode eingetragen und ungehört mitgeführt werden kann.
Im Falle der Verwendung des CD-Titels bei einer Rundfunksendung wird der ISRC automatisch ausgelesen. Eine Lizenzabwicklung, z. B. zwischen Sendeanstalt und Label, kann somit präziser als beim Labelcode erfolgen.
Der ISRC identifiziert dabei eine Aufnahme eindeutig. Spielt bspw. eine Gruppe einen Titel für ein Live-Album neu ein, so erhält diese neue Aufnahme einen neuen ISRC. Erscheint aber die ursprüngliche Aufnahme unverändert z. B. auf einem neuen CD-Sampler, so behält sie den ursprünglichen ISRC.
Der ISRC dient ausschließlich der Identifizierung. Aus ihm kann nicht unmittelbar auf den Urheberrechtsinhaber geschlossen werden. Über eine Suche in Online-Datenbanken kann der Urheberrechtsinhaber identifiziert werden.
Werden CD-Titel durch Computer ausgelesen und auf der Festplatte abgelegt, ignorieren die meisten Programme die ISRCs der CD-Titel, wodurch eindeutige Identifikation einer Aufnahme unabhängig von Format, Kompressionsgrad, Dateiname und Dateigröße verloren gehen. Mittlerweile sehen allerdings einige Audio-Formate einen ISRC-Tag (MP3 in ID3v2; Ogg Vorbis) vor.
Der ISRC wird üblicherweise von dem Label vergeben, das zum Zeitpunkt der Vergabe die Rechte an dem Werk hatte. In Ausnahmefällen kann auch ein Lizenznehmer den Code vergeben. Hierzu muss er einen gesonderten Erstvergabeschlüssel verwenden.

## Zusammensetzung
Die 12 Stellen des ISRC bedeuten im Beispiel „DEA239810012“:
- Ländercode des Ursprungslandes des ISRC-Ausstellers; Beispiel DE für Deutschland (2 Stellen)
- Erstvergabeschlüssel, Betriebsnummer des ISRC-Ausstellers (von der Registrarstelle erteilt); Beispiel A23 (3 Stellen)
- Die letzten beiden Ziffern des Jahres der Codevergabe (ursprünglich: des Jahres der Erstauflage der Aufnahme); Beispiel 98 für 1998 (2 Ziffern). Es existiert eine Empfehlung, dass die Jahre vor 1940 nicht berücksichtigt werden sollten. Über die zwei Ziffern werden also die Jahre 1940 bis 2039 bezeichnet.[1]
- Fortlaufende Nummer, vom ISRC-Aussteller einmalig zu vergeben; Beispiel 10012 (5 Ziffern)

Zur besseren Lesbarkeit werden die Gruppen im ISRC oft mit Leerzeichen oder Trennzeichen getrennt geschrieben, als z. B. DE-A23-98-10012 oder DE A23 98 10012. In Datenbanken sollte der ISRC allerdings ohne Trennstriche oder Leerzeichen eingetragen werden.

## Erwerb
Es gibt 2 Möglichkeiten, ISRCs zu erwerben:
1. ISRC-Erstvergabeschlüssel: Dies beinhaltet das eigene Ausstellen und die Datenerfassung der individuellen Track-ISRCs. Erstvergabeschlüssel können in Deutschland bei der IFPI beantragt werden, in Österreich bei der LSG, in der Schweiz bei der IFPI Schweiz.
2. Individueller ISRC: Kauf durch einen offiziellen ISRC-Manager, der das Ausstellen und die Datenerfassung der einzelnen ISRCs übernimmt.[2]

## Identifikationsnummern für andere Publikationen
Für andere Formen der Publikation, wie z. B. Periodika oder notierte Musikwerke, gibt es eigene Nummernsysteme:
- ISAN: International Standard Audiovisual Number
- ISBN: International Standard Book Number – Internationale Standardbuchnummer
- ISMN: International Standard Music Number – Internationale Standard-Musik-Nummer (für gedruckte und digitalisierte Notensätze)
- ISRN: International Standard Technical Report Number
- ISSN: International Standard Serial Number / Information and documentation – Internationale Standardnummer für fortlaufende Sammelwerke
- ISTC: International Standard Text Code
- ISWC: International Standard Musical Work Code
- GTIN: Global Trade Item Number – Globaler Standard für Handelseinheiten (Artikelnummer für Handel, vormals EAN Code)